# Ain’t My Fault
Ain’t My Fault – singel Zary Larsson, wydany 2 września 2016, pochodzący z albumu So Good. Utwór napisali i skomponowali sama wokalistka we współpracy z MNEK’em oraz Markusem Sepehrmaneshem.
Nagranie uplasowało się na 1. miejscu na oficjalnej liście sprzedaży w Szwecji i otrzymało certyfikat trzykrotnej platyny w tym kraju za sprzedaż w nakładzie przekraczającym 120 tysięcy kopii. Utwór był ponadto notowany m.in. na 8. pozycji w Norwegii, 15. miejscu w Danii oraz 13. pozycji w Finlandii.
Przebój zdobył nominację do prestiżowych szwedzkich nagród Grammis 2017 w kategorii Piosenka roku.

## Lista utworów
- Digital download[1]

1. „Ain’t My Fault” – 3:44

- R3hab remix[11]

1. „Ain’t My Fault” (R3hab Remix) – 2:38

- Remix[12]

1. „Ain’t My Fault” (feat. Lil Yachty) (Remix) – 3:58

- Mix[13]

1. „Ain’t My Fault” (J HUS & FRED VIP Mix) – 3:31

## Notowania

### Pozycje na listach sprzedaży
| Kraj              | Notowanie (2016/2017)       | Najwyższa pozycja | Certyfikat | Sprzedaż |
| ----------------- | --------------------------- | ----------------- | ---------- | -------- |
| Australia         | ARIA Charts                 | 17                | 2× platyna | 140 000+ |
| Austria           | Ö3 Austria Top 40           | 20                |            |          |
| Belgia (Flandria) | Ultratop 50                 | 26                | złoto      | 15 000+  |
| Belgia (Walonia)  | Ultratop 50                 | 44                | złoto      | 15 000+  |
| Czechy            | Singles Digital – Top 100   | 21                |            |          |
| Dania             | Tracklisten                 | 15                | złoto      |          |
| Finlandia         | Suomen virallinen lista     | 13                |            |          |
| Francja           | SNEP                        | 110               | złoto      | 75 000+  |
| Hiszpania         | PROMUSICAE                  | 58                |            |          |
| Holandia          | Single Top 100              | 28                |            |          |
| Irlandia          | IRMA                        | 17                |            |          |
| Kanada            | Canadian Hot 100            | 46                | złoto      | 40 000+  |
| Niemcy            | Official German Chart       | 16                | złoto      | 200 000+ |
| Norwegia          | VG-Lista                    | 8                 |            |          |
| Nowa Zelandia     | Recorded Music NZ           | 19                | złoto      | 15 000+  |
| Polska            |                             |                   | platyna    |          |
| Słowacja          | Singles Digital – Top 100   | 19                |            |          |
| Stany Zjednoczone | Hot 100                     | 76                | złoto      | 500 000+ |
| Szwajcaria        | Schweizer Hitparade         | 43                | złoto      | 15 000+  |
| Szwecja           | Sverigetopplistan           | 1                 | 3× platyna | 120 000+ |
| Węgry             | Single (track) Top 40 lista | 32                |            |          |
| Wielka Brytania   | UK Singles Chart            | 13                | złoto      | 400 000+ |
| Włochy            | FIMI                        | 50                | złoto      | 25 000+  |

### Pozycje na listach airplay
| Kraj     | Notowanie (2016/2017)      | Najwyższa pozycja |
| -------- | -------------------------- | ----------------- |
| Czechy   | Rádio – Top 100            | 20                |
| Polska   | AirPlay – Top              | 54                |
| Polska   | AirPlay – Nowości          | 4                 |
| Polska   | AirPlay – Największe skoki | 3                 |
| Rosja    | Top Hit Weekly General     | 29                |
| Słowacja | Rádio – Top 100            | 50                |

## Nominacje
| Rok  | Nagroda  | Kategoria                        | Rezultat  |
| ---- | -------- | -------------------------------- | --------- |
| 2017 | P3 Guld  | Piosenka roku                    | Nominacja |
| 2017 | Gaygalan | Najlepsza szwedzka piosenka roku | Nominacja |
| 2017 | Grammis  | Piosenka roku                    | Nominacja |